# 許慈
許慈（？—？），字仁篤，南陽人，蜀漢官員，占星家。

## 生平
拜劉熙為師，和許靖等從交州進入蜀地，和胡潛一起做了博士，和孟光、來敏一起掌管書籍。許慈和胡潛經常衝突，令劉備擔心，胡意安排藝人扮成他們爭執的樣子，希望他們和好。到了劉禪時期，漸漸升為大長秋。

## 三國演義
第80回諸葛亮勸劉備登基，派許慈和孟光掌禮。

## 親友

### 同僚
胡潛，魏郡人，字公興，記憶力超群。和許慈一起做了博士，比許慈早死。

### 子
許勛，承繼他的事業，做了博士。

## 延伸阅读
[在维基数据编辑]
 《三國志·卷42》，出自陳壽《三國志》